# Ernst von Heydebreck
Ernst von Heydebreck (* 15. Mai 1857; † 9. Mai 1935) war ein preußischer General der Kavallerie im Ersten Weltkrieg. Er kommandierte vom 26. Dezember 1914 bis 13. Dezember 1915 die 5. Kavallerie-Division unter anderem in der Schlacht um Rowno an der Ostfront.
Heydebreck war Rechtsritter des Johanniterordens.